# International Female Boxers Association

Logo officiel de l'IFBA

L'International Female Boxers Association (IFBA) est l'une des principales fédérations internationales de boxe anglaise professionnelle féminine. Fondée en février 1997, son siège est situé à Henderson (Nevada).